# Lado Gurgenidze
Vladimer „Lado” Gurgenidze (grúz nyelven: ვლადიმერ (ლადო) გურგენიძე; Tbiliszi, 1970. december 17.) grúz politikus. 2007. november 22-től 2008. október 28-ig Grúzia 17. miniszterelnöke volt. Előtte a Grúz Nemzeti Bank felügyelő bizottságának elnöke volt. A grúz mellett brit állampolgársággal is rendelkezik.
A Tbiliszi Állami Egyetemen és a Middlebury College-ban tanult közgazdaságtant, majd az Emory University-n, a Goizueta Business Schoolon szerzett MBA-végzettséget. 1997–1998 között az ABN AMBRO bank vállalatfinanszírozási igazgatója volt Oroszországban és a FÁK-térségben. 1998-tól Londonban dolgozott az ABN AMRO banknál különféle vezető beosztásokban.
2008. október 27-én jelentette be lemondását, melyet Miheil Szaakasvili államfő elfogadott. A miniszterelnök felmentésére a két politikus közötti megegyezés alapján került sor. Gurgenidze a jövőben megalakuló, a gazdasági válság hatásaival foglalkozó grúz gazdasági kormánybizottságot fogja vezetni.